# Гуляйгородок (Николаевская область)
Гуляйгородок (укр. Гуляйгородок) — село в Снигирёвском районе Николаевской области Украины.
Основано в 1917 году. Население по переписи 2001 года составляло 209 человек. Почтовый индекс — 57354. Телефонный код — 5162.

## Местный совет
57355, Николаевская обл., Снигирёвский р-н, с. Червоная Зирка, ул. Ленина, 55